# Zoo de Riga
El Zoo de Riga (en letó: Rīgas Zooloģiskais dārzs) és un zoològic propietat de la ciutat de Riga, la capital del país europeu de Letònia. Es troba a Mezaparks, a la riba occidental del llac Kisezers. El zoològic de Riga allotja al voltant de 3000 animals de quasi 500 espècies i és visitat entremig de 250-300.000 turistes a l'any. El zoològic compta amb una sucursal «Ciruli» al districte de Liepāja. Establert el 1996, té una superfície de 135 hectàrees (330 acres).